# Stift Gerresheim

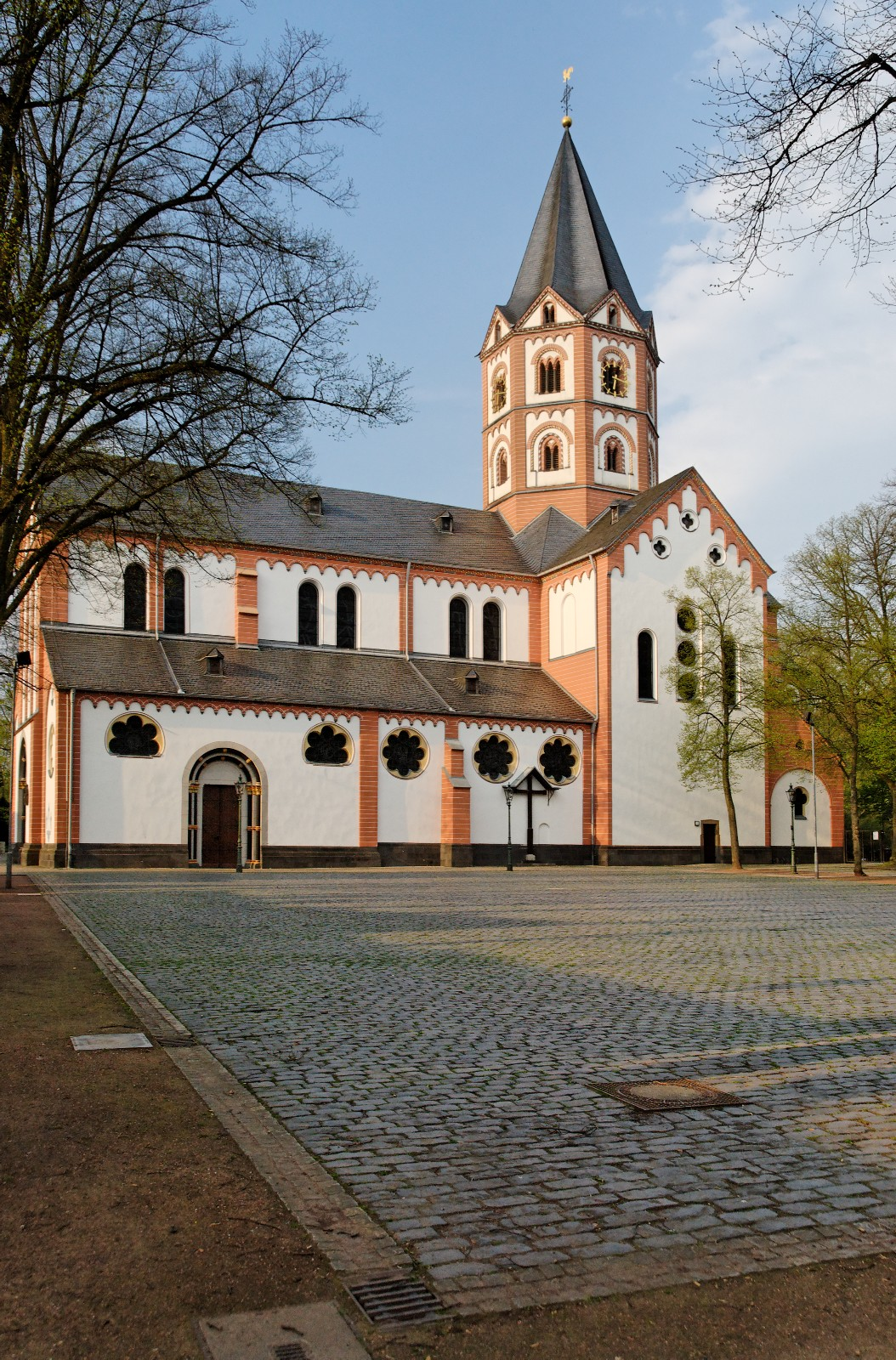
St. Margareta in Duesseldorf-Gerresheim, von Süden

Die Frauengemeinschaft St. Hippolyt in Gerresheim wurde im letzten Drittel oder gegen Ende des 9. Jahrhunderts gegründet, entwickelte sich zu einem adligen Frauenstift und wurde 1803 aufgehoben.

## Geschichte
Begonnen hatte die Frauengemeinschaft in Gerresheim als eine Stiftung des fränkischen Adligen Gerricus gegen Ende des 9. Jahrhunderts, dann kamen der Überfall der Ungarn auf Gerresheim (wahrscheinlich 919) und der Übergang der eigenkirchlichen Einrichtung an den Kölner Erzbischof (922), schließlich die mühsame Zeit der Konsolidierung und des Wiederaufbaus, die mit der Weihe einer neuen Kirche (970) und der Bestätigung des Gerresheimer Zolls (977) durch Kaiser Otto II. (973–983) ihren vorläufigen Abschluss fand. Im 11. Jahrhundert war die Kommunität möglicherweise zeitweilig – unter Äbtissin Theophanu (1039–1058) – mit der Frauengemeinschaft in Essen verbunden gewesen, doch fehlen genauere Angaben. Lediglich das Theophanu-Testament und eine Schenkungsnotiz weisen darauf hin.
Auch Verbindungen Gerresheims zur Frauengemeinschaft St. Ursula vor den Toren Kölns hat es bis zum hohen Mittelalter gegeben; die Kölner Einrichtung war nach der Flucht der Gerresheimer Sanktimonialen infolge der Ungarnkatastrophe entstanden. Für das 12. Jahrhundert findet sich mit Heizzecha eine Äbtissin, die als Leiterin von St. Hippolyt und St. Ursula beim Kölner Erzbischof Beschwerde wegen der Übergriffe der Gerresheimer Vögte führte (1107). Die Gerresheimer Äbtissin Hadwig von Wied (ab 1150) war auch Leiterin der Essener Frauengemeinschaft (1150-vor 1176?) und gründete an der von ihrem Bruder, dem Kölner Erzbischof Arnold II. (1151–1156), gestifteten Kapelle von Schwarzrheindorf eine Frauenkommunität.
Das hohe Mittelalter sah eine wirtschaftlich und religiös stabile Gemeinschaft, wie sie sich in dem auf Veranlassung von Äbtissin Guda (1212–1232) niedergeschriebenen Urbar oder in einem aus der 2. Hälfte des 14. Jahrhunderts stammenden liturgischen Ordo niederschlägt. 1236 wurde die Stiftskirche, eine spätromanische Basilika mit dem heutigen Namen Basilika St. Margareta, fertiggestellt und geweiht. Ob der berühmte Zisterziensermönch Caesarius von Heisterbach (1180–1240) Gerresheim in seinen Wundergeschichten erwähnt, ist zweifelhaft.
Aus dem Jahre 1056 ist der Name Adolf als Vogt des Stiftes Gerresheim aufgeführt. Es liegt nahe, in ihm den gleichnamigen Ahnherrn des Bergischen Grafenhauses zu sehen, der um die gleiche Zeit Vogt der Abtei Werden war, die sich bei der Erhebung Gerresheims zur Freiheit im Jahre 1368 als erbliche Vögte von Gerresheim bezeichneten.
Im 13. Jahrhundert geriet das von den bergischen Grafen bevogtete Frauenstift zunehmend in Abhängigkeit dieser weltlichen Territorialherren; Frauengemeinschaft und Grundherrschaft Gerresheim wurden zu einem Bestandteil der bergischen Landesherrschaft.
Damit traten grundlegende Veränderungen auch auf dem Gebiet des Gerichtswesens ein, das vorher vom Stift geprägt worden war. Der Vogt des Stiftes hatte nicht nur für seinen Schutz nach außen, sondern auch als Richter für die Wahrung des Rechts innerhalb der Stiftsbesitzungen zu sorgen. Dreimal im Jahr tagte unter seinem Vorsitz das Stiftsgericht innerhalb des Stiftsbereichs. Neben dem Vogteirecht hatten die Äbtissinnen des Stiftes Gerresheim ein für geringere Rechtsfälle zuständiges Schultheißengericht in Gerresheim eingesetzt, dessen Vorsitzenden sie frei bestimmen konnten und das sie mit einem Angehörigen der bergischen Ritterschaft aus der Nähe besetzten. Noch 1363 bestätigte Graf Wilhelm von Berg der Äbtissin das Recht, den Schultheißen frei zu bestimmen. Nach der Stadterhebung von Gerresheim wurde das Schultheißengericht zum Stadtgericht, das seine Konsultationen in Ratingen einzuholen hatte. Spätestens ab 1435 war nicht mehr der stiftische Schultheiß, sondern Richter des Amtes Mettmann Vorsitzender des Schöffengerichts in Gerresheim, der für die Rechtsfälle innerhalb der Stadt zuständig war.
Parallel dazu entwickelte sich aus Gerresheimer Markt und Zollstelle eine Kaufleute- und Handwerkersiedlung, die 1368 zur (bergischen Land-) Stadt erhoben wurde und zunehmend das Stift an den Rand drängte. Die Gerresheimer Geschichte des ausgehenden Mittelalters und der beginnenden frühen Neuzeit ist daher überwiegend eine städtische, wie der Bau der Stadtmauer (15. Jahrhundert, 1. Drittel), der städtische Katharinenkonvent (vor 1450), der Quadenhof als Offenhaus des Herzogs von Jülich-Berg (1459) oder die städtische Polizeiordnung von 1561 zeigen.
Im Laufe der Jahrhunderte wurden die Stiftsgebäude mehrmals durch Brände zerstört. Bei dem Stadtbrand von 1568 breitete sich der Brand so schnell aus, dass im Stift einige Mitglieder nicht rechtzeitig flüchten konnten und zu Tode kamen.
Zu Beginn der Reformation im Deutschen Reich verschlechterte sich die Situation des Frauenstiftes sowohl personell wie auch finanziell deutlich. Zusätzlich weilten die Mitglieder des Stiftes zunehmend nur noch selten in den Einrichtungen, da ein auswärtiger Wohnsitz bevorzugt wurde. Wegen der Abwesenheit der Stiftsdamen mussten die religiösen Dienste überwiegend von Vikaren übernommen werden.

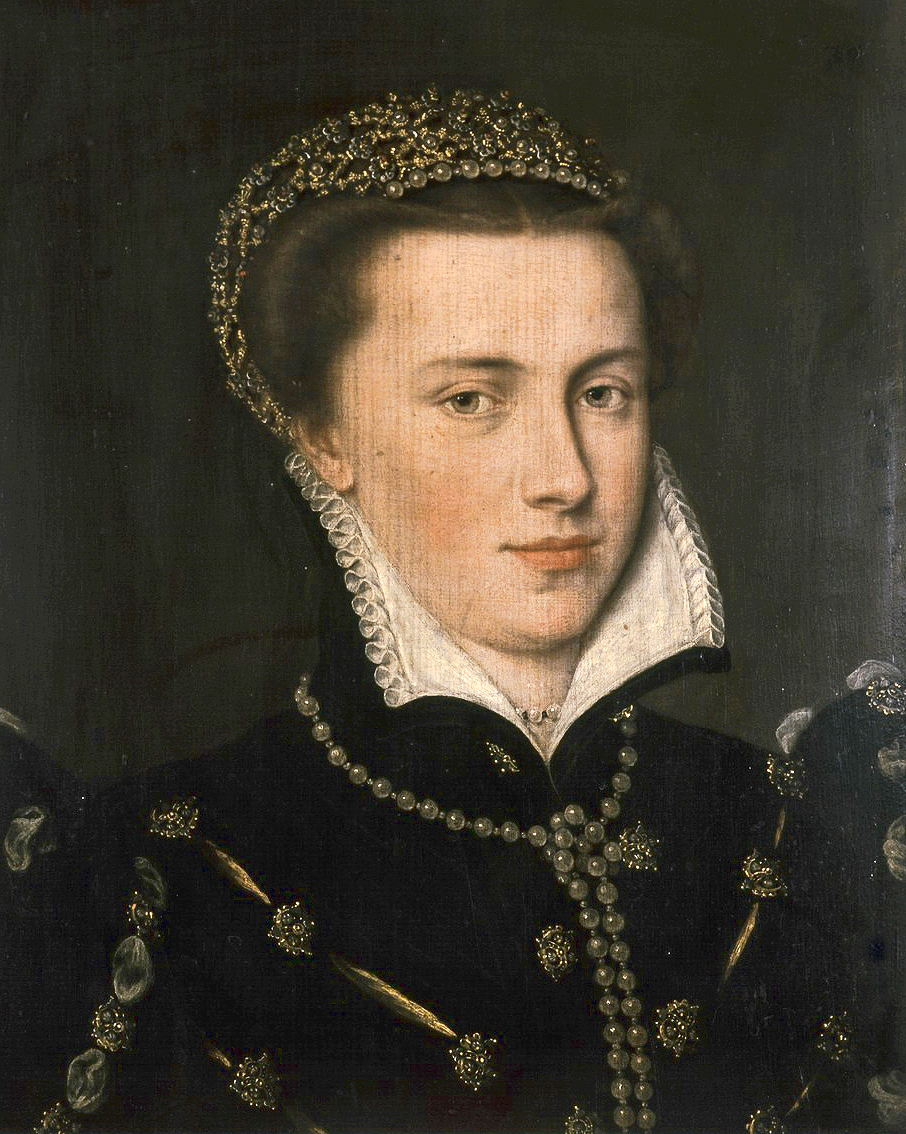
Agnes von Mansfeld-Eisleben, Kanonissin des Stifts Gerresheim

Als 1565 nach dem Tode der amtierenden Äbtissin „Anna von Lohberg“ die bisherige „Kellnerin der Stiftung“, Felicitas Gräfin von Eberstein, die Nachfolge übernahm, war die Anzahl der Mitglieder des Stiftes bereits stark vermindert. Hatte 1502 das Stift noch 36 Mitglieder gehabt, so waren es unter Anna nur noch fünf Kanonissinnen und diese hatten zudem nicht mehr im Stift gewohnt. Die Nachfolgerin musste zusagen, dass neben der Äbtissin mindestens vier Kanonissinnen zum Stift gehören sollten, und dass sowohl Äbtissin wie auch die Kanonissinnen im Stift ihren Wohnsitz wählen würden. Beide Zusagen wurden jedoch nicht eingehalten. Darauf wurde 1574 auf Veranlassung von Herzog Wilhelm dem Reichen vom päpstlichen Nuntius „Caspar Gröpper“ die Situation im Stift überprüft. Wegen des sehr negativen Ergebnisses musste Felicitas Besserung und die Suche nach neuen Stiftsdamen zusagen. Aber auch diesmal wurde diese Zusage nicht eingehalten.
In die Wirren des Übertritts des Kölner Erzbischofs Gebhard Truchseß von Waldburg zum evangelischen Glauben (1582) und des Truchsessischen Krieges fällt die Heirat Gebhards mit der Gerresheimer Stiftsfrau Agnes von Mansfeld. Während dieses Krieges wurden die Sanktimonialen von St. Quirin in Neuss obdachlos und fanden auf Betreiben des Landesherrn im niederbergischen Stift eine neue Heimat (1585). Allerdings verwehrte Felicitas durch Aussperrung zunächst den Geflüchteten den Zutritt zu den Gebäuden des Stiftes. Nach Verhandlungen gab sie doch den Zutritt frei und dankte unter Gewährung einer Rente als Äbtissin ab. Die Gerresheimer Kommunität, die seit dem späteren Mittelalter nur Frauen aus dem hohen Adel zugänglich gewesen war, wurde ab 1587 auch für Insassinnen aus dem niederen Adel offen, was päpstlicherseits 1594 bestätigt wurde.
Über die Verhältnisse im Stift während des 17. und 18. Jahrhunderts ist wenig bekannt. Die Kommunität wurde wohl während des Dreißigjährigen Krieges (1624) in Mitleidenschaft gezogen, besaß aber auch in der Folge eine ausreichende wirtschaftliche Grundlage, die die Versorgung der wenigen Stiftsfrauen und Kanoniker sicherstellte. Nach einem Brand im Stift 1751 war die finanzielle Situation bereits so angespannt, dass nur mit Hilfe einer zeitweiligen Kollekte, die der Erzbischof von Köln genehmigt hatte, der Wiederaufbau möglich war.
Im Zuge der Säkularisation im Deutschen Reich ordnete Kurfürst Maximilian Joseph von Bayern, seit 1799 in Personalunion Herzog von Berg, am 2. Dezember 1805 die Auflösung des Stiftes an. Mit dieser Verordnung des Königs wurden auch die Pensionen für die Mitglieder des Stift festgelegt. Die tatsächliche Auflösung erfolgte am 23. März 1806 mit der Übergabe des Stiftes an Beamte des Großherzogtums Berg durch die letzte Äbtissin. Die noch lebenden Mitglieder des Stiftes wurden über eine weltliche Versorgungsanstalt bis 1828 noch weiter finanziell unterstützt. Die Stiftskirche wurde Pfarrkirche (St. Margareta), von den Stiftsgebäuden blieb der romanische Ostflügel bis heute erhalten, während die dem Stift inkorporierte ehemalige Pfarrkirche in ein Wohnhaus umgewandelt und schließlich abgerissen wurde.

## Wirtschaftliche Grundlagen
Wirtschaftliche Grundlage der Gerresheimer Frauengemeinschaft in Mittelalter und früher Neuzeit waren die Besitzungen, wie sie im oben genannten Urbar aus der Zeit der Äbtissin Guda überliefert sind. Danach besaß das Stift zwölf Fronhöfe, wobei drei der Äbtissin, die restlichen neun dem Konvent zugeordnet waren. Die Fronhöfe der Äbtissin waren der Viehhof in Gerresheim, ein Hof in (Duisburg-)Rheinheim und der Mintarder Hof (an der Ruhr bei Essen-Kettwig), Höfe des Konvents der Derner Hof bei Gerresheim, (Düsseldorf-)Hubbelrath, (Wuppertal-)Sonnborn, Hösel (heute zu Ratingen), Erkrath, Eppinghoven (bei Neuss), Keldenich (bei Wesseling), ein weiterer Hof in Rheinheim und Gyffertheim (nicht genau zu lokalisieren, aber bei Dinslaken gelegen). Den eigenbewirtschafteten Fronhöfen mit ihrem Salland war eine Anzahl von Bauernstellen des Leihelands untergeordnet. Abhängige Bauern bewirtschafteten mit ihren Familien diese Hufen, von denen das Stift insgesamt 264 besaß. Oberhof aller Fronhöfe war der Derner Hof; hier kamen also die Abgaben für das Stift zusammen. Diese grundherrschaftliche Struktur sollte sich im Laufe des späten Mittelalters hin zu einer Rentengrundherrschaft wandeln.
Einnahmen erbrachten auch die im Lauf des 13. und 14. Jahrhunderts inkorporierten Pfarrkirchen in Linz, (Mülheim-)Mintard und (Duisburg-)Meiderich.
Das ursprünglich große Vermögen des Stiftes verringerte sich nach dem 16. Jahrhundert immer mehr. In der zweiten Hälfte des 18. Jahrhunderts waren neben anderen Einkünften nur noch 41 Hufe dem Stift abgabenpflichtig und das erzielbare Einkommen hierdurch war gering. Mit Genehmigung des Erzbischofs von Köln wurden diese Leistungen der Hufe 1780 verkauft. Mit dem erzielten Erlös konnte nur ein kleiner Hof in Hubbelrath neu angeschafft werden. Dieser neue Hof wurde 1804 für 225 Reichsthaler verpachtet.

## Kultur
Sehenswert ist die Gerresheimer Stiftskirche mit dem spätottonischen Holzkruzifix (Anfang 11. Jahrhundert), mit Reliquienbehältnissen und Monstranzen sowie mit einer spätromanischen Altarmensa und dem hochgotischen Gerricus-Sarkophag. Aus den Beständen des Stifts stammt der vielleicht der Kölner Äbtissin Ida zuzuweisende „Hidda-Codex“, ein liturgischer Ordo aus Gerresheim wird der 2. Hälfte des 14. Jahrhunderts zugerechnet. Das Hauptstaatsarchiv Düsseldorf bewahrt 490 Urkunden und 258 Akten des Gerresheimer Stifts auf.

## Äbtissinnen von Gerresheim
- Regenbirg (3. Drittel 9. Jahrhundert)?[7]
- Lantswind (905/06, 922)
- Theophanu (bis 1058)
- Mechthild (1080)
- Heizzecha (1107)
- Hadwig von Wied (1150/51)
- Kunigunde von Windeck (1170)
- Gertrud (1202/12)
- Guda (1212/32)
- Gertrud von Neuenkirchen (1254–1288)
- Christina (1298–1309/10)
- Kunigunde von Berg (1311–1325), Tochter von Heinrich von Windeck
- Beatrix von Virneburg (1325–1327)
- Martha von Öttgenbach (1327–1332)
- Ida von Waldeck (1332–1367)
- Rykardis von der Sleiden (1367-um 1384)
- Gertrud (1387)
- Katharina von Rennenberg (1390–1413)
- Jutta von Daun (1417/29)
- Irmgard von Kerpen (1438–1461)
- Rykardis (nach 1453)
- Agnes von Isenburg (um 1461)
- Gertrud von Runkel (1462–1470)
- Anna von Tecklenburg (1472/1507)
- Irmgard von Salm-Reifferscheid (1522/25)
- Amalie von Rennenberg (1525–1554)
- Anna von Limburg (1554–1565)
- Felicitas von Eberstein (1565–1585)
- Margarethe von Loe (1586–1590)
- Margarethe Elisabeth von Manderscheid-Gerolstein (1586–1591)
- Guda von Winkelhausen (1591–1638)
- Maria von Reuschenberg (1638–1663)
- Klara Franziska Spies von Büllesheim (1663–1685)
- Maria Sophia Spies von Büllesheim (1685–1694)
- Maria von Bentinck (1694–1727)
- Theresia Katharina von Metternich (1728–1740)
- Maria Viktoria von Nesselrode-Hugenpoet (1740–1757)
- Maria Charlotta Berghe von Trips (1757–1761)
- Maria Philippine Ulner von Dieburg (1761–1763)
- Maria Sophia von Schönau (1763–1803)